# Agalinis laxa
Agalinis laxa är en snyltrotsväxtart som beskrevs av Francis Whittier Pennell. Agalinis laxa ingår i släktet Agalinis och familjen snyltrotsväxter. Inga underarter finns listade i Catalogue of Life.